# Gabriele Ferzetti
Gabriele Ferzetti (původním jménem Pasquale Ferzetti, 17. března 1925 Řím – 2. prosince 2015 Řím) byl italský herec.
Ve filmech hrál od roku 1942 do roku 2010. V roce 1948 účinkoval v římském Teatro Eliseo v inscenaci Jak se vám líbí, kterou režíroval Luchino Visconti. V roce 1953 získal cenu Nastro d'Argento za roli profesora Vagnuzziho ve filmu Žena z provincie, který natočil Mario Soldati podle předlohy Alberta Moravii.
Hrál Giacoma Pucciniho ve stejnojmenném životopisném filmu (1953). V roce 1960 ho Michelangelo Antonioni obsadil do hlavní role Sandra ve filmu Dobrodružství. Ve filmu Johna Hustona Bible (1966) hrál Lota. Výraznou rolí byl železniční magnát Morton ve spaghetti westernu Tenkrát na Západě (1968). V bondovce V tajné službě Jejího Veličenstva se objevil jako Draco, ve filmu Každému, co mu patří... (režie Elio Petri, námět Leonardo Sciascia) jako advokát Rosello a Soudce a jeho kat (režie Maximilian Schell, předloha Friedrich Dürrenmatt) jako doktor Lutz. Ve filmu Doznání, který natočil Costa-Gavras, hrál vyšetřovatele Státní bezpečnosti Vladimíra Kohoutka.
Jeho dcerou je herečka Anna Ferzetti.